# Clive Spash
 (mai 2019).
Clive L. Spash, né le 10 mars 1962 à Reading, est un économiste écologique. Il est actuellement titulaire de la chaire de politique publique et de gouvernance de l'université de Vienne d'économie et de commerce, nommé en 2010. Il est également rédacteur en chef de la revue universitaire Environmental Values.

## Biographie

### Parcours universitaire
Clive Spash a étudié les sciences économiques à l'université de Stirling, au Royaume-Uni et a obtenu une Licence universitaire ès Arts avec les honneurs. Sa thèse s'intitulait Émission et dépôt de soufre en Europe : un problème de pollution transfrontalière. 
Clive Spash a ensuite poursuivi des études en Maîtrise, en études interdisciplinaires, à l'Université de la Colombie-Britannique avec une thèse intitulée Mesurer les avantages tangibles de l'amélioration de l'environnement : évaluation économique des dommages causés aux cultures par l'ozone dans les cultures régionales. 
Clive Spash a ensuite complété un Doctorat avec distinction en économie à l'université du Wyoming en 1993, spécialisée dans l'économie des ressources et de l'environnement et les finances publiques. Sa thèse, Transferts entre générations et dommages environnementaux à long terme : indemnisation des générations futures face aux changements climatiques mondiaux en raison de l'effet de serre, a été récompensé par la "Dissertation exceptionnelle en sciences sociales" de l'Université du Wyoming, 1993. 

### Membre de la Société européenne d'économie écologique
Spash a été élu vice-président de la Société européenne d'économie écologique (SEEE) ((en): European Society for Ecological Economics) par les délégués à la réunion inaugurale de la société qui s'est tenue à Saint-Quentin-en-Yvelines, en France, en 1996. 
Il a été élu pour un second mandat par les membres de la SEEE lors de la réunion générale de la société à Genève (Suisse) en 1998. Il a ensuite exercé deux mandats en tant que président de la SEEE (2000-2006), élu au suffrage postal.  
Pendant ce temps, il a contribué à la rédaction de nouvelles constitutions démocratiques pour l'SEEE et l'ISEE, a rédigé le bulletin d'information de l'SEEE avec Ben Davies en tant que rédacteur en chef, mis en place la structure du comité de sociétés et organisé des conférences européennes.

### Enseignement dans les universités
De 1996 à 2001, il a été chargé de cours au département d'économie du territoire de l'université de Cambridge et directeur de l'Institut de Cambridge de Recherche pour l'environnement. 
Il a ensuite rejoint l'université d'Aberdeen, en Écosse, où il a été titulaire de la chaire de recherche en économie environnementale et rurale et a été responsable du programme de recherche socio-économique, à l'Institut de Macaulay de Recherche sur l'utilisation des terres. 

### Période australienne et controverse
En 2006, Spash a été nommé responsable scientifique des directeurs généraux de l'Organisation fédérale pour la recherche scientifique et industrielle, qui est l'agence du gouvernement fédéral australien chargée de la recherche scientifique. Après avoir rédigé un document critique sur l'échange de droits d'émission - qui avait déjà passé le processus d'examen par les pairs -, l'agence est intervenue et a demandé des changements substantiels. Le comportement de l'Organisation fédérale pour la recherche scientifique et industrielle a donné lieu à des débats controversés au sein de la communauté scientifique et Nature a rendu compte de manière exhaustive du conflit,. Au cours de la controverse, Spash a quitté l'agence à la fin de 2009.

## Publications (liste non exhaustive)
- Clive L. Spash (ed.) (2017). Routledge Handbook of Ecological Economics: Nature and Society. Abingdon et New York: Routledge.
- Clive L. Spash et Karin Dobernig (2017). Theories of (Un)sutainable Consumption. In Spash, Clive L. (ed.) Routledge Handbook of Ecological Economics: Nature and Society (pp. 203-213). Abingdon et New York: Routledge.
- Clive L. Spash et Clemens Gattringer (2017). The Ethical Failures of Climate Economics. In Adrian Walsh, Sade Hormio and Duncan Purves (eds.) The Ethical Underpinnings of Climate Economics (pp.162-182). Abingdon et New York: Routledge.
- Clive L. Spash (2016). This changes nothing: The Paris Agreement to ignore reality. Globalizations 13 no.6: 928-933.
- Clive L. Spash (2010). The Brave New World of Carbon Trading. New Political Economy, 15, no. 2: 169-195.
- Clive L. Spash (2010) Censoring science in research officially. Environmental Values 19 no. 2: 141-146.
- Clive L. Spash (2002). Greenhouse Economics: Value and Ethics. Londres, Routledge.
- Martin O’Connor et Clive L. Spash (1999). Valuation and the Environment: Theory, Methods and Practice. Cheltenham: Edward Elgar.
- Clive L. Spash (1995). The political economy of nature. Review of Political Economy, 7 no .3: 279-293.
- Clive L. Spash and Ian A. Simpson (1994). Utilitarian and rights-based alternatives for protecting sites of special scientific interest. Journal of Agricultural Economics. 45 no.1: 15-26